# Taloussanomat
Taloussanomat, först publicerad 18 november 1997 i Helsingfors, är en finsk dagstidning som utkommer online och specialiserar sig på finskt näringsliv. Den sista tryckta utgåvan, nr 2537, publicerades 28 december 2007 varefter tidningen digitaliserades, något som slagit väl ut då tidningens hemsida år 2010 var Finlands trettonde mest besökta med 643 954 besökare i genomsnitt per vecka. Ägarna till tidningen, Sanoma, driver också tidningen Helsingin Sanomat.